# 54. ceremonia wręczenia nagród Brytyjskiej Akademii Filmowej
54. ceremonia rozdania nagród Brytyjskiej Akademii Sztuk Filmowych i Telewizyjnych miała miejsce 25 lutego 2001 roku. Najwięcej statuetek (4) otrzymały filmy Gladiator oraz Przyczajony tygrys, ukryty smok.

## Laureaci i nominowani
Laureaci oznaczeni są wytłuszczeniem

### Najlepszy film
- Douglas Wick, David Franzoni, Branko Lustig – Gladiator
- Greg Brenman, Jonathan Finn – Billy Elliot
- Danny DeVito, Michael Shamberg, Stacey Sher – Erin Brockovich
- William Kong, Li-Kong Hsu, Ang Lee – Przyczajony tygrys, ukryty smok
- Cameron Crowe, Ian Bryce – U progu sławy

### Najlepszy brytyjski film – Nagroda im. Alexandra Kordy
- Greg Brenman, Jonathan Finn, Stephen Daldry – Billy Elliot
- Peter Lord, David Sproxton, Nick Park – Uciekające kurczaki
- Olivia Stewart, Terence Davies – Świat zabawy
- Ruth Caleb, Paweł Pawlikowski – Ostatnie wyjście
- Jeremy Thomas, Jonathan Glazer – Sexy Beast

### Najlepszy film zagraniczny
- William Kong, Li-Kong Hsu, Ang Lee – Przyczajony tygrys, ukryty smok
- Christian Fechner, Patrice Leconte – Dziewczyna na moście
- Michel Saint-Jean, Dominik Moll – Harry, twój prawdziwy przyjaciel
- Harvey Weinstein, Carlo Bernasconi, Giuseppe Tornatore – Malena
- Wong Kar-Wai – Spragnieni miłości

### Najlepszy reżyser – Nagroda im. Davida Leana
- Ang Lee − Przyczajony tygrys, ukryty smok
- Stephen Daldry − Billy Elliot
- Ridley Scott − Gladiator
- Steven Soderbergh − Erin Brockovich
- Steven Soderbergh − Traffic

### Najlepszy aktor
- Jamie Bell − Billy Elliot
- Russell Crowe − Gladiator
- Michael Douglas − Cudowni chłopcy
- Tom Hanks − Cast Away: Poza światem
- Geoffrey Rush − Zatrute pióro

### Najlepsza aktorka
- Julia Roberts − Erin Brockovich
- Juliette Binoche − Czekolada
- Kate Hudson − U progu sławy
- Hilary Swank − Nie czas na łzy
- Michelle Yeoh − Przyczajony tygrys, ukryty smok

### Najlepszy aktor drugoplanowy
- Benicio del Toro − Traffic
- Albert Finney − Erin Brockovich
- Gary Lewis − Billy Elliot
- Joaquin Phoenix − Gladiator
- Oliver Reed − Gladiator

### Najlepsza aktorka drugoplanowa
- Julie Walters − Billy Elliot
- Judi Dench − Czekolada
- Frances McDormand − U progu sławy
- Lena Olin − Czekolada
- Zhang Ziyi − Przyczajony tygrys, ukryty smok

### Najlepszy scenariusz adaptowany
- Stephen Gaghan − Traffic
- Robert Nelson Jacobs − Czekolada
- D.V. DeVincentis, Steve Pink, John Cusack, Scott Rosenberg − Przeboje i podboje
- James Schamus, Wang Hui-ling(inne języki), Tsai Kuo Jung(inne języki) − Przyczajony tygrys, ukryty smok
- Steve Kloves − Cudowni chłopcy

### Najlepszy scenariusz oryginalny
- Cameron Crowe − U progu sławy
- Lee Hall − Billy Elliot
- Susannah Grant − Erin Brockovich
- David Franzoni, John Logan, William Nicholson − Gladiator
- Ethan Coen, Joel Coen − Bracie, gdzie jesteś?

### Najlepsza muzyka – Nagroda im. Anthony’ego Asquitha
- Tan Dun − Przyczajony tygrys, ukryty smok
- Nancy Wilson − U progu sławy
- Stephen Warbeck − Billy Elliot
- Hans Zimmer, Lisa Gerrard − Gladiator
- T Bone Burnett, Carter Burwell − Bracie, gdzie jesteś?

### Najlepsze zdjęcia
- John Mathieson − Gladiator
- Brian Tufano − Billy Elliot
- Roger Pratt − Czekolada
- Roger Deakins − Bracie, gdzie jesteś?
- Peter Pau − Przyczajony tygrys, ukryty smok

### Najlepszy montaż
- Pietro Scalia − Gladiator
- John Wilson − Billy Elliot
- Anne V. Coates − Erin Brockovich
- Stephen Mirrione − Traffic
- Tim Squyres − Przyczajony tygrys, ukryty smok

### Najlepsza scenografia
- Arthur Max − Gladiator
- David Gropman − Czekolada
- Dennis Gassner − Bracie, gdzie jesteś?
- Martin Childs − Zatrute pióro
- Tim Yip − Przyczajony tygrys, ukryty smok

### Najlepsze kostiumy
- Tim Yip − Przyczajony tygrys, ukryty smok
- Renee Ehrlich Kalfus − Czekolada
- Janty Yates − Gladiator
- Monica Howe − Bracie, gdzie jesteś?
- Jacqueline West − Zatrute pióro

### Najlepsza charakteryzacja i fryzury
- Rick Baker, Kazuhiro Tsuji, Toni G, Gail Rowell-Ryan, Sylvia Nava − Grinch: świąt nie będzie
- Naomi Donne − Czekolada
- Paul Engelen, Graham Johnston − Gladiator
- Peter King, Nuala Conway − Zatrute pióro
- Yun-Ling Man, Siu-Mui Chau − Przyczajony tygrys, ukryty smok

### Najlepszy dźwięk
- Jeff Wexler, Doug Hemphill, Rick Kline, Paul Massey, Michael D. Wilhoit − U progu sławy
- Mark Holding, Mike Prestwood Smith, Zane Hayward − Billy Elliot
- Ken Weston, Scott Millan, Bob Beemer, Per Hallberg − Gladiator
- Keith A. Wester, John T. Reitz, Gregg Rudloff, David E. Campbell, Wylie Stateman, Kelly Cabral − Gniew oceanu
- Drew Kunin, Reilly Steele, Eugene Gearty, Robert Fernandez − Przyczajony tygrys, ukryty smok

### Najlepsze efekty specjalne
- Stefen Fangmeier, John Frazier, Walt Conti, Habib Zargarpour, Tim Alexander − Gniew oceanu
- Paddy Eason, Mark Nelmes, Dave Alex Riddett − Uciekające kurczaki
- John Nelson, Tim Burke, Rob Harvey, Neil Corbould − Gladiator
- Kent Houston, Tricia Henry Ashford, Neil Corbould, John Paul Docherty, Dion Hatch − Granice wytrzymałości
- Rob Hodgson, Leo Lo, Jonathan F. Styrlund, Bessie Cheuk, Travis Baumann − Przyczajony tygrys, ukryty smok

### Nagroda Carla Foremana
(dla debiutujących reżyserów, scenarzystów i producentów)
- Paweł Pawlikowski − Ostatnie wyjście (Reżyser/Scenarzysta)
- Stephen Daldry − Billy Elliot (reżyser)
- Lee Hall − Billy Elliot (scenarzysta)
- Mark Crowdy − Joint Venture (Producent/Scenarzysta)
- Simon Cellan Jones − Głosy (reżyser)

### Nagroda publiczności
- Gladiator

## Podsumowanie
Laureaci

Nagroda / Nominacja
- 4 / 14 – Przyczajony tygrys, ukryty smok
- 4 / 14 – Gladiator
- 3 / 13 – Billy Elliot
- 2 / 4 – Traffic
- 2 / 6 – U progu sławy
- 1 / 1 – Grinch: Świąt nie będzie
- 1 / 2 – Gniew oceanu
- 1 / 2 – Ostatnie wyjście
- 1 / 6 – Erin Brockovich

Przegrani
- 0 / 2 – Cudowni chłopcy
- 0 / 2 – Uciekające kurczaki
- 0 / 4 – Zatrute pióro
- 0 / 5 – Bracie, gdzie jesteś?
- 0 / 8 – Czekolada